# Arthur Ochs Sulzberger, Jr.
Pour les articles homonymes, voir Sulzberger.
Arthur Ochs Sulzberger, Jr., né le 22 septembre 1951, est le directeur de la publication du journal américain The New York Times depuis 1992, succédant ainsi à son père, Arthur Ochs Sulzberger et son arrière-grand-père Adolph Ochs, qui avait acheté le journal en 1896, lorsque ce dernier ne tirait plus qu'à 9 000 exemplaires.
Les héritiers d'Adolph Ochs et Arthur Hays Sulzberger (1891-1968) ont conservé le contrôle du New York Times  via le Trust familial Ochs-Sulzberger, qui contrôle 98 % des actions de classe B, les seules à être détentrices d'un droit de vote. La grande majorité des autres actionnaires détiennent des actions de classe A, partiellement dépourvues de droit de vote, et assorties en compensation d'autres privilèges sur le plan purement financier.
Pour « empêcher les divisions internes et les prises de pouvoir externes », le système mis en place prévoit qu'au moins 6 des 8 administrateurs du journal doivent leur donner leur accord avant toute modification des statuts du journal.